# Razajerdi
Razajerdi är ett utdöende nordvästiranskt språk som är nära besläktat med talysh. Det finns inga direkta belägg, men språket antas i huvudsak användas som modersmål av vuxna. Det är oklart om det förekommer någon undervisning i språket i skolor.